# ساكوراكو أوهارا
ساكوراكو أوهارا (مواليد 10 يناير 1996) هي ممثلة ومغنية بوب يابانية تحت إشراف فيكتور إنترتينمنت. والدها هو الراوي ناوشيكا هاياشيدا. بدات التمثيل بالمسلسلات التلفزيونية اولاً، ثم مثلت في دور رئيسي في أول فيلم لها الكاذب وحبيبته عام 2013.

## أعمال

### مسلسلات تلفزيونية
| العمل                            | السنة | ملاحظة     |
| -------------------------------- | ----- | ---------- |
| Koukou Nyuushi                   | 2012  | ظهور كضيفة |
| Shinigami-kun                    | 2014  | ظهور كضيفة |
| Water Polo Yankees               | 2014  |            |
| Koinaka                          | 2015  |            |
| A Girl & Three Sweethearts       | 2016  |            |
| Kono Koe wo Kimi ni              | 2017  |            |
| Natsuzora                        | 2019  |            |
| Bishonure Tantei Mizuno Hagoromo | 2019  |            |
| Piple                            | 2020  |            |

### أفلام
| العمل            | السنة | ملاحظة     |
| ---------------- | ----- | ---------- |
| الكاذب وحبيبته   | 2013  | دور رئيسي  |
| سيدة مايكو       | 2014  | فترة مايكو |
| هيا بنا يا جيتس! | 2017  |            |
| جهاز اليوم       | 2019  | دور رئيسي  |

### المسارح
| العمل      | السنة          | ملاحظة    |
| ---------- | -------------- | --------- |
| فان هوم    | 2018           | دور رئيسي |
| آنسة ساغون | 2020- حتى الآن | دور رئيسي |

## روابط خارجية
- الموقع الرسمي
 (باليابانية)